# Großer Goitzschesee
Der Große Goitzschesee ist der größte See des Seengebiets, das aus dem ehemaligen Braunkohlentagebau Goitzsche (sprich: Gottsche) in Sachsen-Anhalt hervorgegangen ist. Der Tagebaurestsee gehört zum Bitterfelder Bergbaurevier. Die nordöstliche Bucht bei Mühlbeck wird Bernsteinsee genannt.

## Geschichte
Zur Vorgeschichte siehe: Faustkeil aus der Goitzsche.
Der See liegt südöstlich von Bitterfeld-Wolfen und nördlich von Delitzsch und umschließt zusammen mit dem Muldestausee die im Zentrum der Landschaft liegende Ortschaft Pouch. 1998 wurde die Flutung des ehemaligen Tagebaugebietes mit der Einleitung von Muldewasser begonnen. Das Vorhaben wurde jedoch nicht erst 2006, sondern bereits im Jahre 2002 abgeschlossen: Ein durch das Muldehochwasser ausgelöster Bruch des Muldendammes ließ das Gewässer innerhalb von zwei Tagen um 7 Meter bis weit über den Sollpegelstand volllaufen, sodass es überlief und die naheliegende Stadt Bitterfeld teilweise unter Wasser setzte (maximaler Wasserstand 78,64 m ü. NHN, Sollwasserstand heute 75 m ü. NHN).

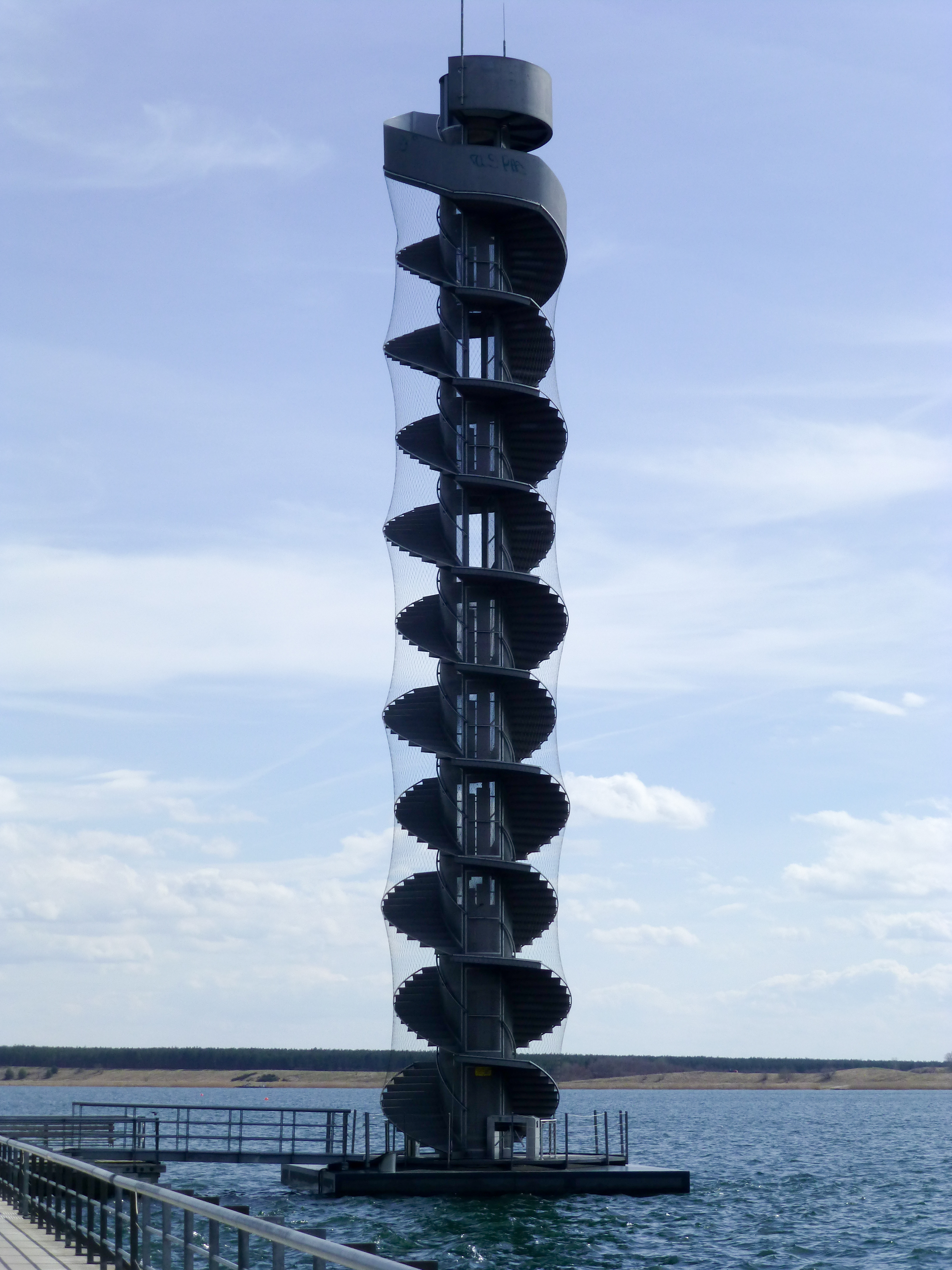
Pegelturm

Während der Tagebau sich über Sachsen-Anhalt und Sachsen erstreckte, befindet sich der heutige Große Goitzschesee auf dem Gebiet Sachsen-Anhalts an der Grenze zu Sachsen. Fast ganz in Sachsen liegt dagegen der südlich benachbarte Seelhausener See; früher war dort ebenfalls der Tagebau Goitzsche.

## Nutzung
Der Große Goitzschesee wurde bis 2006 von der Lausitzer und Mitteldeutschen Bergbau-Verwaltungsgesellschaft (LMBV) saniert. Der Große Goitzschesee ist so aufgrund seiner vielfältigen Freizeitmöglichkeiten zu einem beliebten Naherholungsgebiet geworden.
Im Juni 2005 wurde der See für Wassersport und touristische Nutzung freigegeben, zunächst begrenzt bis zum 31. Dezember 2005. Das Angeln ist mit einem Fischereischein an einigen Stellen bereits gestattet. Inzwischen ist der See für den allgemeinen Gebrauch freigegeben.
Seit dem 8. Juli 2005 ist der Uferbereich vom Bitterfelder Fritz-Heinrich-Stadion bis zum Pegelturm fertiggestellt. Es entstand eine weitläufige Uferzone mit Festplatz, Campingplatz, einem Hafenbecken an der Berliner Straße in Bitterfeld und zwei Marinas.
Um den See herum gibt es drei Strandbäder: das Strandbad Mühlbeck, das Strandbad am Pegelturm und das Strandbad Niemecker See. Auf dem See sind verschiedene Wassersportarten wie Segeln, Tauchen, Stand-Up-Paddling und Surfen möglich. 2015 wurde am Goitzschesee eine Wakeboardanlage eröffnet, die als modernste Liftanlage Ostdeutschlands gilt. Auf dem See verkehren verschiedene Fahrgastschiffe. Vom Pegelturm bis auf die Halbinsel Pouch führt die sogenannte Bernsteinpromenade am Ufer entlang.
Der Große Goitzschesee ist durch Wander- und Radwege gut erschlossen. So führt der Kohle-Dampf-Licht–Radweg am See vorbei. Um den See herum führt der Goitzschesee-Rundweg, der den Strukturwandel der vergangenen Jahrzehnte und die Transformation der ehemaligen Industrielandschaft hin zur Kulturlandschaft Goitzsche erlebbar macht. Die Streckenlänge beträgt etwa 30,3 km. Die Rundtour führt überwiegend über befestigte Wege.
Große Teile des Sees im Bereich Bärenhof wurden vom BUND erworben und sind als Naturschutzgebiet ausgewiesen.

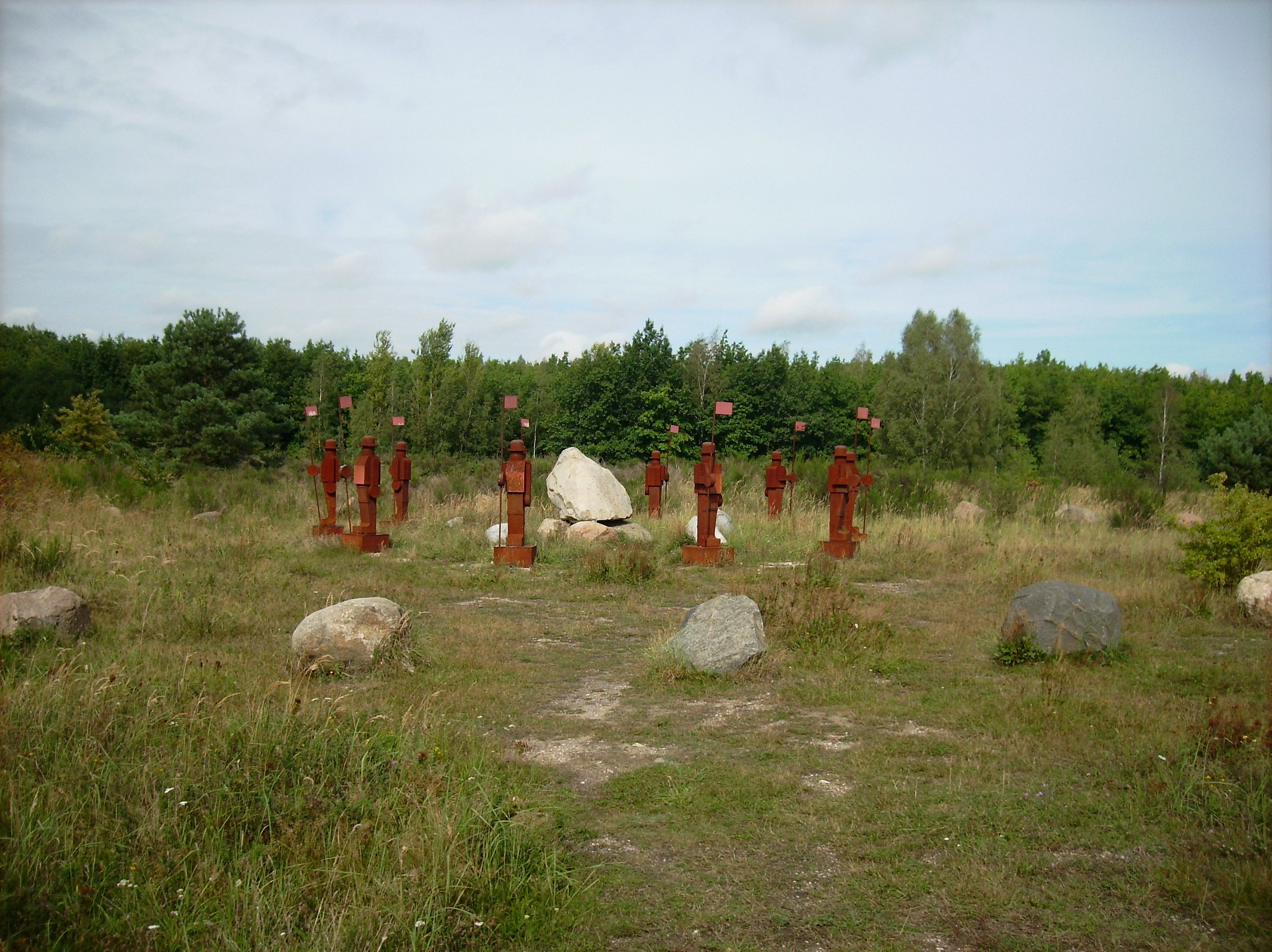
Goitzschewächter

Um den See herum wurden verschiedene Kunstprojekte realisiert: Auf der Halbinsel Pouch befinden sich neben der Veranstaltungsarena Agora mehrere Landschaftskunstobjekte, der Bitterfelder Bogen steht westlich der Goitzsche und die Goitzschewächter von Anatol Herzfeld im Süden, nahe dem Paupitzscher See.
Seit 2002 strömen jährlich am zweiten Augustwochenende rund 100.000 Besucher zum Goitzsche-Fest, dem größten Volksfest der Region, auf die Halbinsel Pouch. In den Jahren 2004 bis 2015 fanden gleichzeitig auf dem See Motorbootrennen (Welt-, Europa- und Deutsche Meisterschaften in unterschiedlichen Klassen) statt.
Außerdem wird seit 2006 jährlich der sogenannte Goitzsche-Marathon in verschiedenen Disziplinen (u. a. auch mit Inlineskates) entlang des Sees ausgetragen.
Seit 2008 findet am Pfingstwochenende auf der Halbinsel Pouch das Musikfestival Sputnik Springbreak mit Dutzenden Künstlern und mehreren Zehntausend Teilnehmern statt. 2022 kam zudem das Auto-Tuning-Event Cars meet Photographers hinzu, das jährlich Anfang Juli durchgeführt wird.
Das Gewässer ist seit der kompletten Flutung des Geiseltalsees im Jahr 2011 der zweitgrößte See im Mitteldeutschen Seenland.
2013 kaufte die Blauwald-Tochter Blausee GmbH Teile der Goitzsche und angrenzende Landflächen.
Seit 2015 wird aus dem vollständig renaturierten Goitzschesee wieder Bernstein gefördert. Es ist die weltweit zweitgrößte Bernsteinlagerstätte und weltweit größtes Abbaugebiet unter Wasser. Es wurden neun verschiedene Bernsteinarten gefunden, darunter der Goitschit, welcher nach dem See benannt wurde.

## Name
Der Name des sich hier ursprünglich befindlichen Auwaldes hat sich über die Jahrhunderte hinweg mehrfach verändert, bis sich der Name 'Goitzsche' durchsetzte. Anfang des 20. Jahrhunderts wurde allerdings beim Erstellen neuer Messtischblätter der Name 'Goitsche' eingetragen, der auch heute noch anzutreffen ist.

## Limnologie
Der See ist aufgrund seiner Schichtung nach der physikalischen Limnologie ein meromiktisches Gewässer.

## Sehenswürdigkeiten

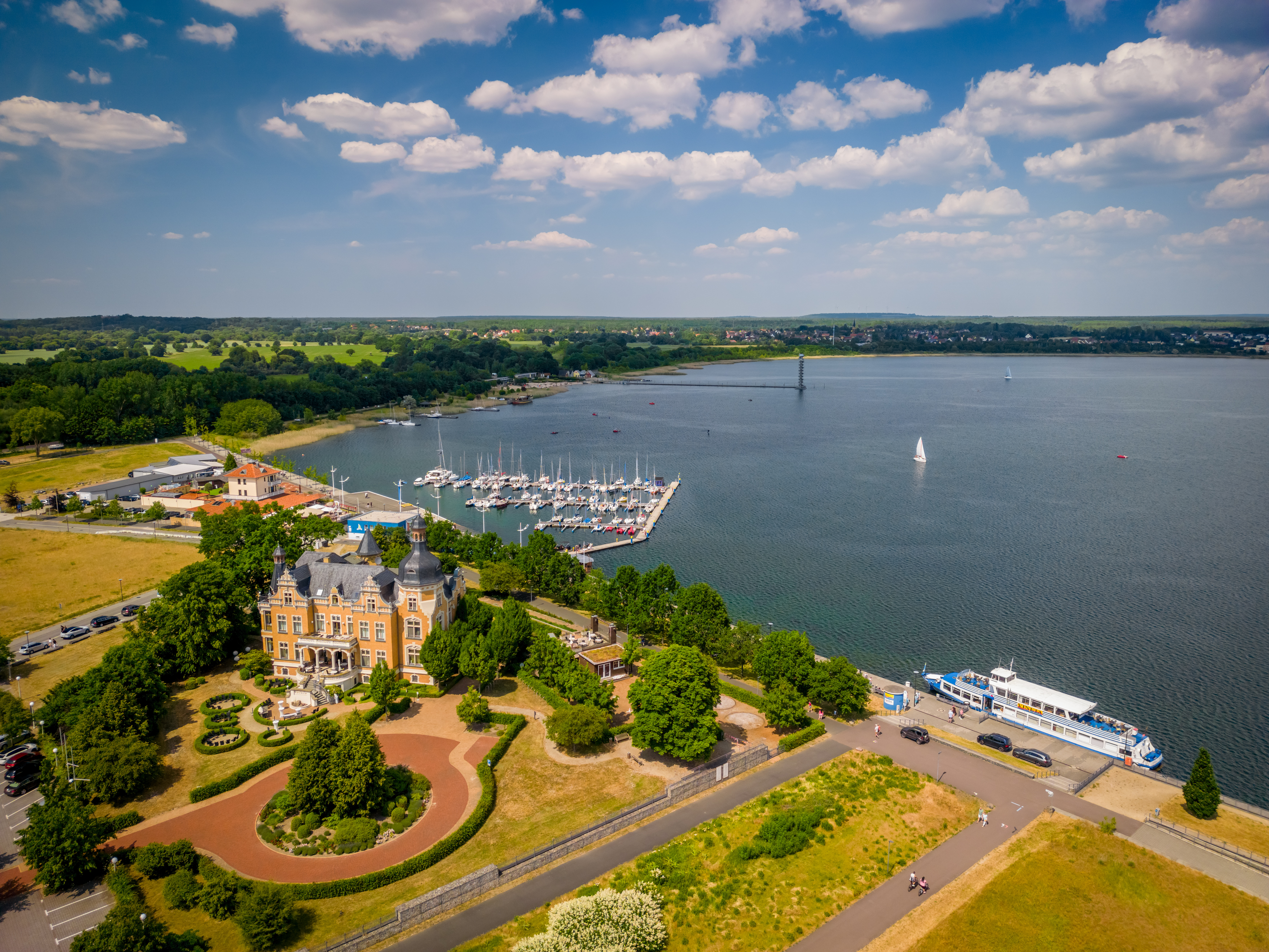
Bernsteinvilla

Am Ufer des Großen Goitzschesees befindet sich eines der repräsentativsten Gebäude des Historismus in der Region. Die Villa am Bernsteinsee wurde 1896 im Stil der Neorenaissance von dem Fabrikanten Biermann erbaut. Sie trägt deshalb bis heute den Beinamen Biermann’sche Villa. Das Gebäude wurde im Zusammenhang mit der Braunkohleförderung nicht angetastet, stand jedoch nach der politischen Wende einige Jahre leer und verfiel. 1999 erwarb die Sparkasse Bitterfeld die Villa und ließ sie sanieren. Die Villa am Bernsteinsee steht unter Denkmalschutz und wird heute als Hotel und Restaurant genutzt.
Direkt in den See hinein ragt der 26 m hohe Pegelturm Goitzschesee. Dieser kann ganzjährig über die 144 Stufen kostenlos bestiegen werden und bietet einen 360°-Ausblick über Bitterfeld, den angrenzenden Seelhausener See, den roten Turm in Pouch und weitere angrenzende Ortschaften.

## Panorama

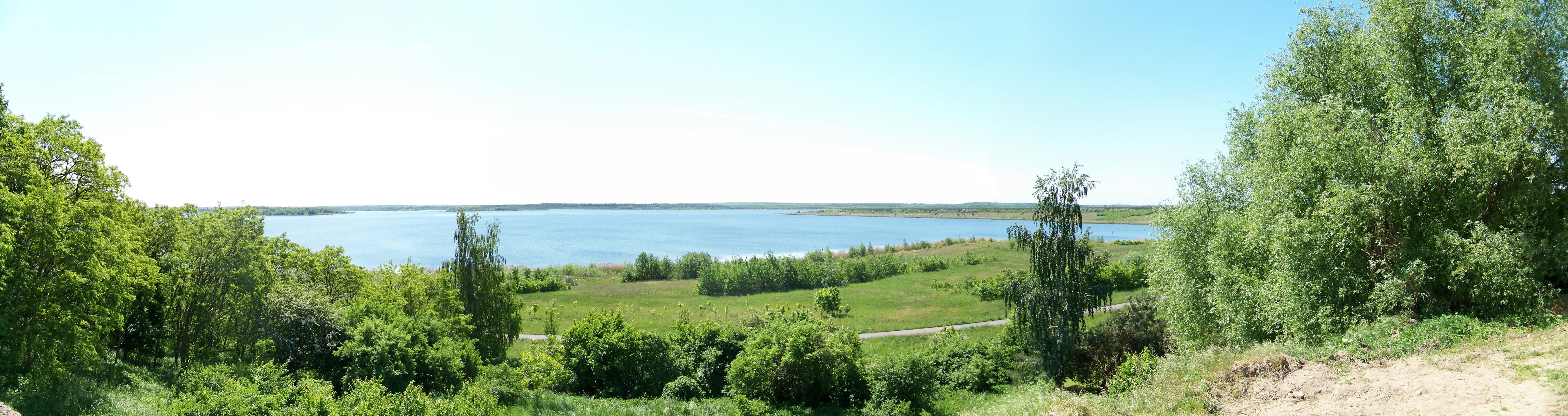
Panorama der Goitzsche von Pouch aus

## Trivia
- Im Jahr 2009 gründete sich in Bitterfeld die Deutschrock-Band Goitzsche Front, deren Name sich auf den Großen Goitzschesee bezieht.